# Semiothisa brongusaria
Semiothisa brongusaria är en fjärilsart som beskrevs av Walker 1860. Semiothisa brongusaria ingår i släktet Semiothisa och familjen mätare. Inga underarter finns listade i Catalogue of Life.